# 路德威·白蒙
路德威·白蒙（英語：Ludwigs Bemelmans，1898年4月27日—1962年10月1日），美国童書作家，生于奥匈帝国。

## 生平
路德威·白蒙於1898年出生於奧地利蒂羅爾州。他的父親是一位畫家；他的母親則是一位富有的啤酒釀造商的女兒。在他很小時，父母就離婚了他跟隨外公長大。他喜歡畫畫，卻遭到外公反對。14歲那年他被送到經營旅館的叔叔那裡當學徒，但他還不斷惹是生非，最後的家人讓他作出決擇：是要去少年犯管教所或移居美國。他拿著一疊叔叔寫給有名旅館經理的介紹信去了美國，這年他16歲。
1917年，他應徵入伍，但沒有上前線，而是被送到喬治亞州一家精神病院當陪護和德語教師。

## 作品列表
- 瑪德琳(Madeline,1939)
- 瑪德琳的親愛小狗(Madeline's Rescue,1953)
- 瑪德琳和壞帽子(Madeline and the Bad Hat,1956)
- 瑪德琳和吉普賽人(Madeline and the Gypsies,1959)
- 瑪德琳在倫敦(Madeline in London,1961)